# 森田浩介
森田 浩介（もりた こうすけ、1957年1月23日 - ）は、日本の物理学者（実験核物理学）。学位は博士（理学）（九州大学・1993年）。九州大学大学院理学研究院教授、国立研究開発法人理化学研究所仁科加速器研究センター超重元素研究グループディレクター。
また、これまでに独立行政法人理化学研究所サイクロトロン研究室先任研究員、独立行政法人理化学研究所仁科センター森田超重元素研究室准主任研究員などを歴任している。

## 概要

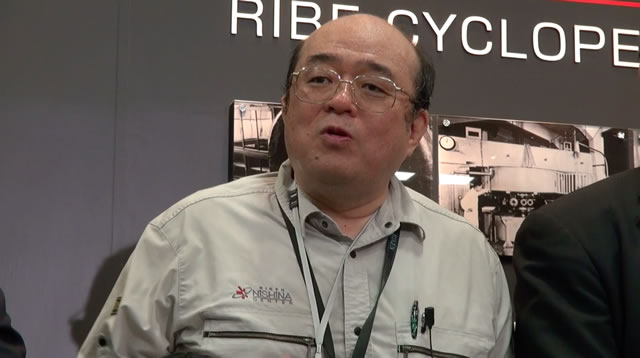
2016年6月9日、理化学研究所仁科加速器研究センターにて

実験核物理学を専門とする日本の物理学者である。1957年生まれ、北九州市若松区出身。理化学研究所にてサイクロトロン研究室の研究員補、研究員、先任研究員を経て、仁科センターの森田超重元素研究室にて准主任研究員を務めた。その後、九州大学に移り、大学院に設置された理学研究院にて教授に就任した。なお、理化学研究所においては、仁科加速器研究センターの超重元素研究グループのディレクターを非常勤で兼任している。
同研究グループのリーダーとして、113番元素「ニホニウム」を発見。113番元素の合成実験は2012年10月1日で終了し、現在は119番元素（仮称：ウンウンエンニウム）の発見を目指している。

## 研究実績

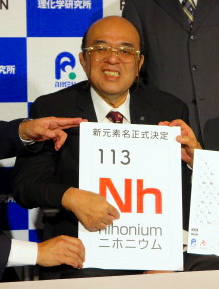
2016年12月1日、113番元素の名称正式決定を受けた記者会見にて

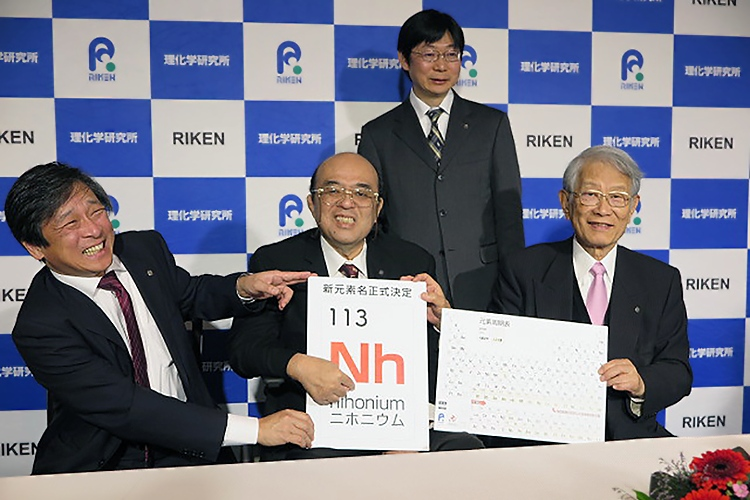
2016年12月1日、福岡県福岡市にて理化学研究所理事長松本紘（右）、仁科加速器研究センターセンター長延與秀人（左）、超重元素分析装置チームリーダー森本幸司（奥）と

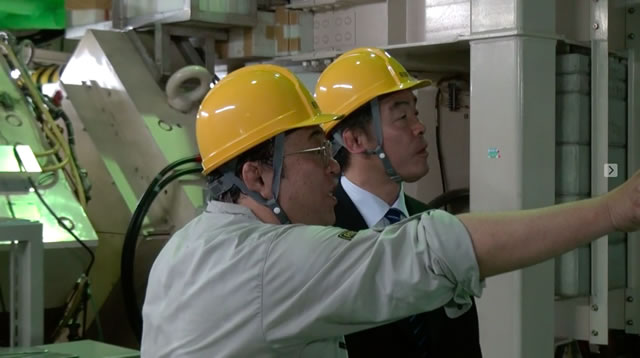
2016年6月9日、理化学研究所仁科加速器研究センターにて文部科学大臣馳浩（右）と

### 113番元素の発見
加速器を用いて光速の10%まで加速させた質量数70の亜鉛 70Zn を質量数209のビスマス 209Bi に衝突させる事で、当時は未発見だった113番元素を合成すると言う実験を行い、2004年7月23日に理化学研究所研究員の森本幸司とともにその実験結果の初期解析を行なった結果、生成物が113番元素そのものである事が判明した。この結果は同年7月30日付の論文として執筆され、同年9月28日に発表された。
2005年4月2日には2個目の113番元素の合成に成功したものの、まだ観測数が少ない事や、前回と合わせて2回とも2種類ある113番元素の崩壊経路のうちの1種類しか観測されていない事に加え、崩壊経路のうち質量数266のボーリウム 266Bh は発見報告が一例しかなく、元素の発見の確定要素となる既知の原子核に到達したとは言えない事から、命名権に繋がる発見の優先権の獲得には至らなかった。その後、この棄却理由に反論する為に、森田らは2008年から2009年にかけて、自分たちの手で266Bhの合成に乗り出し、その合成に成功した。
そして、2012年8月12日に東京理科大学大学院生の住田貴之とともに実験結果の初期解析を行なった結果、同年8月18日に3個目の113番元素の合成を新たな崩壊経路で確認する事が出来た。この結果は同年8月29日付の論文として執筆され、同年9月27日に発表された。
2015年12月31日には113番元素の命名権をIUPACより正式に認められ、2016年3月18日に名称原案をIUPACに提出し、同年6月8日に名称案が「ニホニウム」（nihonium 、予定元素記号：Nh）であることが発表された。同年11月30日に、IUPACよりニホニウムが同元素の正式名称として認定され、論文は現在、IUPACの審査報告を待っている状況である。

## 略歴
- 1972年 - 別府市立中部中学校卒業[42]
- 1975年 - 大分県立別府鶴見丘高等学校卒業[42]
- 1979年 - 九州大学理学部卒業
- 1984年 - 九州大学大学院理学研究科物理学専攻博士後期課程満期退学
- 1984年 - 理化学研究所サイクロトロン研究室研究員補となる
- 1991年 - 理化学研究所サイクロトロン研究室研究員となる
- 1993年 - 九州大学で理学博士を取得[43]
- 1993年 - 理化学研究所サイクロトロン研究室先任研究員となる
- 2004年 - 森田らの研究グループが113番元素（仮称：ウンウントリウム、後にニホニウムと命名）を発見
- 2006年 - 理化学研究所・仁科加速器研究センター・RIBF[注 5]研究部門・超重元素研究グループ・超重元素合成研究チームのチームリーダー/准主任研究員（現職）となる（2015年現在は1年任期制[注 6]）
- 2013年
  - 九州大学大学院理学研究院実験核物理教室教授（現職）となる
  - 新潟大学および東京理科大学の客員教授となる
- 2015年度 - 北海道大学理学部および奈良女子大学理学部にて集中講義を行う

## 受賞
- 2005年 - The GSI Exotic Nuclei Community Membership Award
- 2005年 - 仁科記念賞
- 2005年 - 井上学術賞
- 2006年 - 日本物理学会第11回論文賞（共同受賞）
- 2012年 - ナイスステップな科学者
- 2016年 - 日本学士院賞[44]
- 2017年 - 朝日賞（113番元素研究グループ代表者として）[45]

## エピソード
113番元素の合成研究に纏わる話として、初詣の賽銭を113円にしていたというエピソードがある。森田は「ニホニウム」の名称案が公表されて2日後の2016年6月10日、自身が教授を務める九州大学の伊都キャンパスで記者会見を行なった。その中で、113番元素の合成実験に着手した2003年以降、神社の賽銭では113円を奉納し続けたほか、新潟への出張の際には国道113号を通り、新幹線の「のぞみ113号」に乗車した際にはその後に同僚全員の切符を回収し保管するなど、IUPACにより森田のチームが113番元素の発見者であると認定されるまでの13年間、"113"に纏わる験担ぎをしたエピソードを明かしている。なお、この会見で森田は119番元素や120番元素の発見を目指して、神社の賽銭を「今は119円や120円にしている」と述べている。
又、1988年8月フィンランドにて同様の研究を行っていたバリ教授に実験のアドバイスをもらったと言われている。